# Ospedale generale regionale Francesco Miulli
(Avv. Francesco Miulli, lascito testamentario)
L'ospedale generale regionale Francesco Miulli è una struttura ospedaliera che sorge in Acquaviva delle Fonti, nella città metropolitana di Bari. Generalmente, nel linguaggio comune, questo centro ospedaliero è chiamato semplicemente Ospedale Miulli o "Miulli".

## Storia
La vocazione all'assistenza sanitaria nel territorio di Acquaviva delle Fonti risalirebbe addirittura all'anno 1158, tempo in cui sembra esistesse un non meglio specificato "ospedale dei soldati".
Nell'anno 1592, poi, grazie all'intervento dell'università di Acquaviva (corrispondente all'attuale comune) e alle offerte di privati cittadini, fu creato un primo nucleo di assistenza dedicato "ai poveri infermi".
Fu solo nel 1712, a seguito del lascito testamentario dell'intero patrimonio dell'avvocato acquavivese Francesco Miulli, che fu fondato l'ospedale che ancora oggi porta il suo nome, in onore del fondatore.
Nel 1973 l'ospedale è stato classificato dalla Regione Puglia come "ospedale generale regionale" in considerazione del numero dei posti letto, delle numerose specializzazioni presenti e del grande bacino d'utenza.
Il 30 settembre 2006 venne inaugurata ufficialmente la nuova struttura dell'ospedale "Francesco Miulli" in contrada Curtomartino, al di fuori del centro urbano di Acquaviva del Fonti.
Nel marzo del 2020, a causa della pandemia di COVID-19, è stata allestita un'intera ala della struttura ospedaliera in grado di ospitare circa 300 pazienti affetti da coronavirus. I reparti messi a punto, isolati dal resto dell'edificio, sono i tre necessari per contrastare la suddetta malattia: terapia intensiva, pneumologia e malattie infettive.

## Organizzazione
Attualmente l'ospedale è gestito dall'Ente ecclesiastico ospedale "Francesco Miulli", appositamente costituito. A capo dell'ente c'è un governatorato il cui unico componente è il governatore, attualmente Giuseppe Russo, vescovo della diocesi di Altamura-Gravina-Acquaviva delle Fonti.
Fino al 1987 l'ospedale generale regionale "Francesco Miulli" è stato gestito dall'Operia pia Ospedale "Miulli".

## Natura giuridica e proprietà
Il cambiamento della natura giuridica del soggetto gestore dell'ospedale (da opera pia ad ente ecclesiastico nel 1987) è stato ed è ancora oggi causa di aspri scontri che vedono coinvolti sia i soggetti ecclesiastici al governo dell'ente, sia i soggetti politici locali oltre che molteplici cittadini costituitisi in comitati civici ad hoc.
In particolare, oltre alla natura giuridica del soggetto gestore, ad oggi vi sono aspre diatribe riguardanti le proprietà immobiliari dell'ospedale. Nella fattispecie le divergenze riguardano la proprietà di quegli immobili che in passato hanno ospitato le strutture ospedaliere e che ad oggi, dopo la costruzione ed il trasferimento del polo ospedaliero (il cosiddetto "monoblocco") al di fuori dell'area urbana acquavivese, risultano di fatto inutilizzati.

## Ricerca

### Università
Dal 1996 inizia, grazie ad un accordo con la Facoltà di Medicina e Chirurgia dell'Università degli Studi di Bari, una collaborazione per l'attività didattica degli studenti in Medicina all'interno della struttura ospedaliera, fino ad arrivare ad ospitare, dall'anno 2009, i corsi di laurea in Infermieristica.
Dal 2022 inizia, grazie ad un accordo con il dipartimento di Medicina e Chirurgia della Libera Università Mediterranea di Casamassima, una collaborazione per l'attività didattica degli studenti in Medicina e in Infermieristica all'interno della struttura ospedaliera.

### Cura delle malattie rare
L'ospedale Miulli è accreditato come presidio regionale per la cura delle malattie rare, come la sindrome di Klinefelter, la sindrome di Behçet, e la celiachia.
Presso la sede distaccata dal complesso principale del Miulli, nell'agro di Gioia del Colle, è ubicata la Colonia Hanseniana, un centro di riferimento nazionale per la malattia di Hansen. La Regione Puglia, con deliberazione di giunta del 19 aprile 2011 n. 696, ha avviato il procedimento in autotutela ai sensi dell'art.21-nonies legge 241/90 revocando la convenzione tra Regione Puglia ed Ente Ecclesiastico Ospedale “F. Miulli” per la gestione della Colonia Hanseniana di Gioia del Colle.

### Chirurgia
Dal 2009 l'ospedale sperimenta nuove tecnologie d'avanguardia nel campo della chirurgia mini-invasiva, con l'ausilio di un sistema robotico a quattro bracci.